# Ламар (округ, Техас)
Шаблон:StateAbbr_ 33°40′ пн. ш. 95°34′ зх. д. / 33.67° пн. ш. 95.57° зх. д.
Округ Ламар (англ. Lamar County) — округ (графство) у штаті Техас, США. Ідентифікатор округу 48277.

## Історія
Округ утворений 1841 року.

## Демографія
За даними перепису 2000 року загальне населення округу становило 48499 осіб, зокрема міського населення було 26142, а сільського — 22357. Серед мешканців округу чоловіків було 23147, а жінок — 25352. В окрузі було 19077 домогосподарств, 13473 родин, які мешкали в 21113 будинках. Середній розмір родини становив 2,99.
Віковий розподіл населення поданий у таблиці:
| Стать    | До 15 років | 15-21 | 22-29 | 30-39 | 40-49 | 50-65 | 65-85 | Понад 85 |
| -------- | ----------- | ----- | ----- | ----- | ----- | ----- | ----- | -------- |
| Чоловіки | 5416        | 2323  | 2158  | 3234  | 3189  | 3823  | 2712  | 292      |
| Жінки    | 5129        | 2391  | 2298  | 3448  | 3391  | 4126  | 3720  | 849      |

## Суміжні округи
- Чокто, Оклахома — північ
- Ред-Ривер — схід
- Дельта — південь
- Фаннін — захід
- Браян, Оклахома — північний захід

## Виноски
1. ↑  U.S. Decennial Census. United States Census Bureau. Архів оригіналу за 4 квітня 2018. Процитовано 3 травня 2015.
2. ↑  Texas Almanac: Population History of Counties from 1850–2010 (PDF). Texas Almanac. Архів оригіналу (PDF) за 26 лютого 2015. Процитовано 3 травня 2015.
3. ↑  State & County QuickFacts. United States Census Bureau. Архів оригіналу за 18 жовтня 2011. Процитовано 19 грудня 2013.(англ.) Наведено за англійською вікіпедією.
4. ↑  American FactFinder. Бюро перепису населення США. Архів оригіналу за 26 лютого 2012. Процитовано 31 січня 2008.

| США | Це незавершена стаття з географії США. Ви можете допомогти проєкту, виправивши або дописавши її. |